# 12632 Mignonette
A 12632 Mignonette (ideiglenes jelöléssel (12632) 3105 T-1) a Naprendszer kisbolygóövében található aszteroida. Cornelis Johannes van Houten, Ingrid van Houten-Groeneveld és Tom Gehrels fedezte fel 1971. március 26-án.

## Kapcsolódó szócikk
- Kisbolygók listája (12501–13000)